# Virtueller Showroom
Ein virtueller Showroom (englisch: virtual showroom), auch digitaler Showroom genannt, ist ein Ausstellungsraum, in dem Unternehmen und Händler ihre Produkte mithilfe von VR-Technologie (virtual reality) oder in 3D-Ansicht digital über den Browser präsentieren können. Dafür benötigt es in der Regel einen Laptop, ein Smartphone, ein Tablet und/oder eine VR-Brille. Virtuelle Showrooms bieten vielen Unternehmen eine zeit- und ortsunabhängige Alternative zu realen Ausstellungsräumen, welche ausschließlich zu spezifischen Öffnungszeiten für Besucher bereitstehen, um Produkte kennenzulernen, das Portfolio zu überblicken und sich inspirieren bzw. beraten zu lassen. Fortschrittliche Unternehmen bieten mittlerweile sogar die Möglichkeit, die Showrooms auf der firmeninternen Website einzubetten.

## Technische Umsetzung
In der Erstellung eines virtuellen Showrooms unterscheidet man in der Regel zwei Varianten: Zum einen lässt sich der reale Showroom in die virtuelle 3D-Welt transformieren oder der reale Showroom kann mithilfe modernster Verfahren virtuell und maßstabsgetreu neu modelliert werden.

### 360° Scan
Geht es darum, den eigenen Showroom zu digitalisieren, bedient man sich in der Regel sogenannter 360°-Rundgänge auf der Basis von Fotos oder Videos. Dazu wird ein Raum mithilfe einer Spezialkamera realitätsgetreu gescannt, um daraus ein vollständiges 3D-Modell zu erstellen. Dieses bildet dann einen virtuellen Zwilling des realen Showrooms und ist interaktiv begehbar. In der anschließenden Postproduktion können interaktive Elemente wie Infotafeln mit Medieninhalten in den Rundgang integriert werden. 360°-Rundgänge können am PC mit Mausbedienung oder am Tablet via Touch erkundet werden, wodurch sie einer breiten Öffentlichkeit zugänglich sind.

### 3D-Modellierung
Ist kein realer Showroom vorhanden, wird durch 3D-Modellierung ein virtueller Space auf Basis von Planungsdaten, die dem Corporate Design des Unternehmens entsprechen, erstellt. Alternativ kann auch ein White-Label-Showroom erstellt werden, in den jeweilige Bild- oder 3D-Daten integriert werden, die virtuell zu entdecken sind.

## Anwendungsgebiete
Virtuelle Showrooms sind besonders beliebt in allen Bereichen des E-Commerce. Sie können ein innovatives und immersives Produkterlebnis bieten, weshalb sie viele Unternehmen nutzen, um ihr Sortiment anschaulich und reichweitenstark zu präsentieren. Besonders beliebt sind virtuelle Events, wie z. B. Messen, die als virtuelles Erlebnis von zu Hause besucht werden können. Der potenzielle Einsatz immersiver Medien wie Virtual- und Augmented Reality sorgen für eine deutlich interaktivere Teilnahme der Eventbesucher. Viele Produktanbieter ersetzen ihre Produktfotos mehr und mehr durch detailgetreue 3D-Modelle in ihrem Onlineshop, um die Passform ihrer Produkte (z. B. von Fahrrädern) besser zu präsentieren und Retouren damit zu reduzieren.

## Branchen
Besonders beliebt sind virtuelle Showrooms in der Industrie-, Immobilien- und Möbelbranche. So nutzt beispielsweise der Einrichtungskonzern IKEA virtuelle Showrooms für eine neue Art des Produkterlebnisses. Durch intuitive Interaktionen können Nutzer fotorealistische Renderings z. B. mit virtueller VR-Brille erkunden und Stoffe und Farben neu kombinieren und Wandfarben oder Tageszeit im virtuellen Raum anpassen. Auch Ingenieure nutzen VR-Anwendungen, um zu schauen, ob eine Maschine funktioniert. Zum einen erhalten sie einen detaillierten visuellen Eindruck der Maschinen oder Maschinenmodule und zum anderen bringt ein virtueller Showroom Erleichterung und Kostenersparnis in vielen Bereichen mit sich.